# فاندا ألبية
فاندا ألبية (الاسم العلمي:Vanda alpina) هي نوع من النباتات تتبع جنس الفاندا من الفصيلة السحلبية.